# Tinea fictrix
Tinea fictrix is een vlinder uit de familie van de echte motten (Tineidae). De wetenschappelijke naam van de soort werd in 1914 gepubliceerd door Edward Meyrick. De soort wordt vermeld voor de fauna van Taiwan.

## Synoniemen
- Tinea irritata Meyrick, 1919
- Tinea nucivora Meyrick, 1939